# ألكسندر باربوزا
ألكسندر باربوزا (بالإسبانية: Alexander Barboza)‏ (16 مارس 1995 في الأرجنتين - ) هو لاعب كرة قدم أرجنتيني في مركز الدفاع. لعب مع ديفنسا خوستيكا.

## وصلات خارجية
- ألكسندر باربوزا على موقع قاعدة بيانات كرة القدم.إي يو (الإنجليزية)
- ألكسندر باربوزا على موقع Soccerway.com (الإنجليزية)